# Marguerite Brouzet
Marguerite Brouzet, també anomenada Marguerite de Bonnemains, en honor al seu marit, era l'amant de Georges Boulanger.
Va néixer el 19 de desembre de 1855 a París i va morir el 16 de juliol de 1891 a Ixelles, Bèlgica. Uns mesos més tard, Georges Boulanger es va suïcidar a la seva tomba.

## Biografia
Marguerite de Bonnemains va néixer Caroline Laurence Marguerite Brouzet el desembre de 1855 a París. Filla rica de la burgesia, orfe havent heretat una gran fortuna, es va casar l'any 1874, als 19 anys, amb Pierre de Bonnemains. És un dels oficials al comandament de la cavalleria francesa a les famoses càrregues de Reichshoffen, fill del general vescomte de Bonnemains i net de Pierre Bonnemains. El matrimoni va fracassar, es van separar el 1881 i es van divorciar el 1888.
Es va convertir en l'amant del general Georges Boulanger, a qui va conèixer el 1887 en un saló literari. El general Boulanger va restar molt enamorat de Madamme Brouzet. Aquesta va morir als 35 anys de tuberculosi als braços del general el 16 de juliol de 1891 quan ambdós estaven exiliats a Brusel.les planejant marxar als Estats Units. A petició d'aquest, a la seva tomba, a Ixelles, hi ha gravat l'epitafi «A bientôt»(Fins aviat).

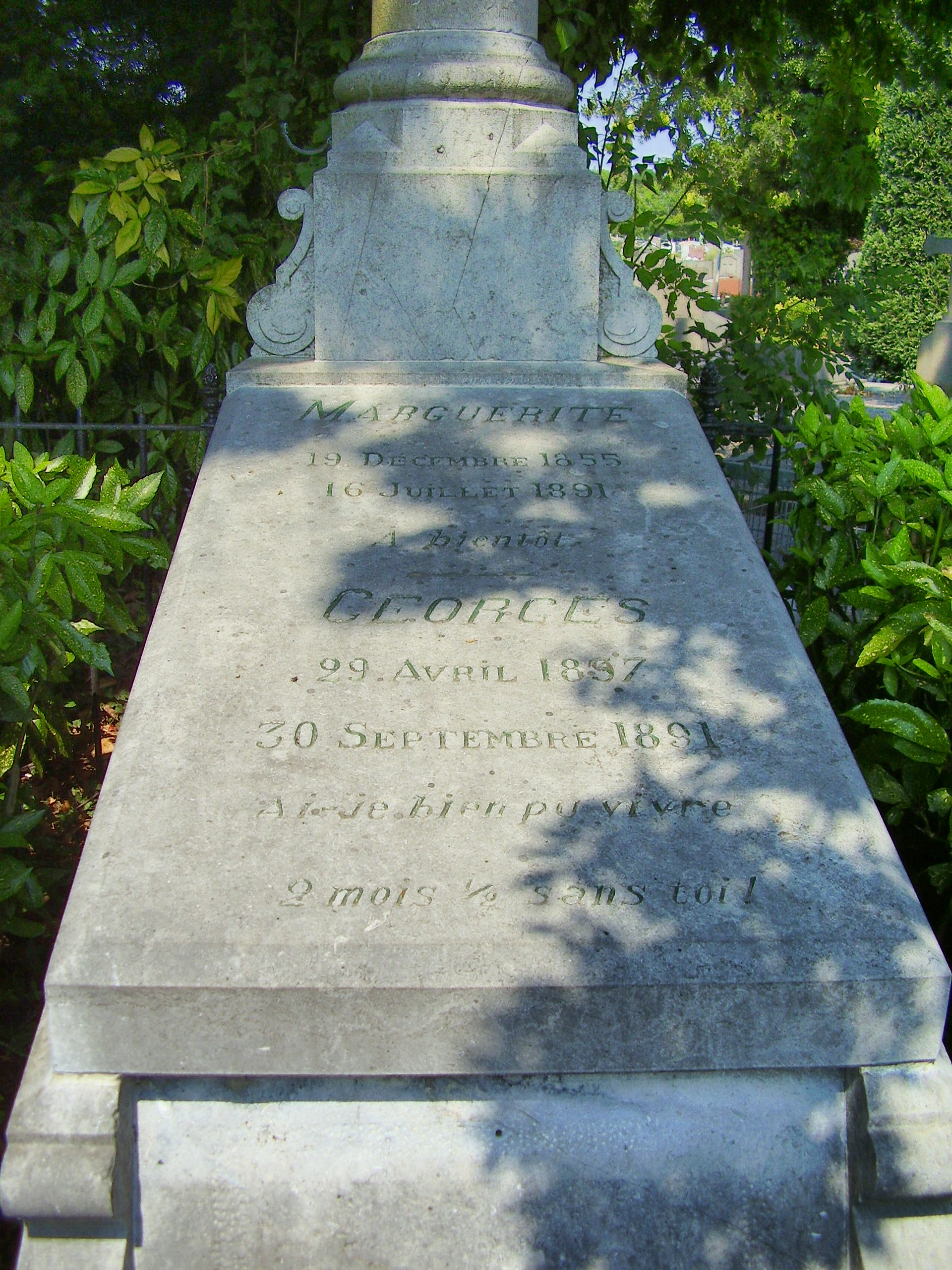

Dos mesos després, el 30 de setembre de 1891, Georges Boulanger moria sobre la mateixa tomba d'un tret al cap. A la tomba d'aquest últim hi posa com a epitafi « Ai-je bien pu vivre deux mois et demi sans toi ! » (només he pogut aguantar sense tu dos mesos i mig).